# 六郷政晴
六郷 政晴（ろくごう まさはる）は、江戸時代前期から中期にかけての大名。出羽国本荘藩の第4代藩主。官位は従五位下・伊賀守、阿波守。

## 生涯
延宝3年（1675年）、第3代藩主・六郷政信の長男として誕生した。
貞享2年（1685年）9月22日、政信の死去により家督を相続した。元禄3年12月26日（1691年）、従五位下・伊賀守に叙任された。元禄4年（1691年）5月28日、お国入りの許可を得た。元禄6年（1693年）1月28日、奥詰に就任した。元禄7年（1694年）11月11日、奥詰を退任した。
治世中に隣接する旗本・仁賀保挙誠と、領民の紛争を契機に争いが起こっている。本荘藩の領民が仁賀保氏領の冬師山の木を伐採したことで領民同士が争い、藩と仁賀保氏との争いへと発展した。将軍直参の旗本である仁賀保氏は幕府に裁定を持ち込み、争いは足掛け7年に及んだが、最終裁定は本荘藩に有利なものとなった。
また、正徳2年（1712年）には同じく隣接する亀田藩との間で、真木山の権益を巡っての争いが始まるが、これが解決するのは百余年のちのこととなる。享保11年（1726年）、長男の政英を病弱を理由に廃嫡した。享保20年（1735年）閏3月2日、次男の政長に家督を譲って隠居した。
寛保元年（1741年）3月27日、死去。享年67。

## 系譜
父母
- 六郷政信（父）
- 牧野康成の娘（母）

正室
- 牧野成貞の養女、大戸吉勝の娘（瑞春院の妹お松と旗本白須政休の娘で、遠藤胤親の姉妹とも[1]）

側室
- 笹瀬氏

子女
- 六郷政英（長男） - 廃嫡後に本荘へ移住した。
- 六郷政長（次男） 生母は笹瀬氏
- 六郷政蔭（三男） - 長男の六郷政林が政長の養子となり家督を継いだ。
- 玉子 - 牧野康周正室
- 万里 - 大関増興正室
- 生駒親賢婚約者 - 正式婚姻前に病没。
- 小堀政寧正室 - 婚姻後、政寧は26歳で早世。